# Tough Love (película)
Tough Love es una película romántica nigeriana de 2017, producida y dirigida por Biodun Stephen.

## Sinopsis
Un repatriado estadounidense, Obaoluwa, es engañado por su madre para que regrese a su ciudad natal en Abeokuta para mantenerlo alejado del abuso de sustancias. A pesar de tener dificultades para adaptarse a su nueva vida, el enfoque firme de su abuela y el amor continuo de una granjera, Monike cambiará gradualmente su forma de vida.

## Elenco
- Bolaji Ogunmola como Monike
- Joshua Richard como Obaloluwa
- Lawal Solomon
- Blessing Jessica Obasi
- Vivian Metchie como Iya Ola
- Tomiwa Sage

## Recepción
Obtuvo una calificación de 3/5 de Nollywood Reinvented, quien elogió la actuación de Vivian Metchie, pero criticó la falta de química y demostración de progreso del amor entre Joshua Richard y Bolaji Ogunmola. También cuestionó la posición de los realizadores de la película sobre derechos humanos para justificar la renuncia a los derechos a la libertad de movimiento y el uso del castigo corporal doméstico para un adulto. True Nollywood Stories tituló su reseña "Tough Love" es una historia simple y bien contada que conmoverá tu corazón. Sin embargo, señaló que había muchas escenas innecesarias y que la formación de personajes no era convincente. Elogió la música y la actuación de los personajes principales.

## Lanzamiento
En junio de 2018, YNaija anunció que se estrenaría en la plataforma de transmisión de video, Irokotv.